# Acacia crombiei
Acacia crombiei är en ärtväxtart som beskrevs av Cyril Tenison White. Acacia crombiei ingår i släktet akacior, och familjen ärtväxter. Inga underarter finns listade i Catalogue of Life.